# ده یعقوب
ده یعقوب، روستایی از توابع بخش مرکزی شهرستان زرند در استان کرمان ایران است.

## جمعیت
این روستا در دهستان جرجافک قرار دارد و براساس سرشماری مرکز آمار ایران در سال ۱۳۸۵،  جمعیت آن ۱۷ نفر (۸خانوار) بوده‌است.واز اقوام اصیل ان بلوچی_زمانی_شعبانی_عباس پور_زینلی_